# Raffaele Pinto
Raffaele "Lele" Pinto (Casnate, 13. travnja 1945. – 8. prosinca 2020.) je bivši talijanski reli-vozač. 

## Karijera
Natjecati se počeo 1968. Sezone 1972. osvojio je Europsko prvenstvo u reliju u automobilu Fiat 124. Sljedeće godine počeo je nastupati u prvoj sezoni Svjetskog prvenstva u reliju za Fiat. Jedinu pobijedio je zabilježio 1974. na Reliju Portugal. Od sezone 1975. nastupao je za Lanciu. Ukupno je nastupio na 19 relija Svjetskog prvenstva u reliju, dok je tri puta završavao utrke na podiju. Zadnji nastup mu je bio 1978. na Reliju Sanremu.